# Budde-Haus

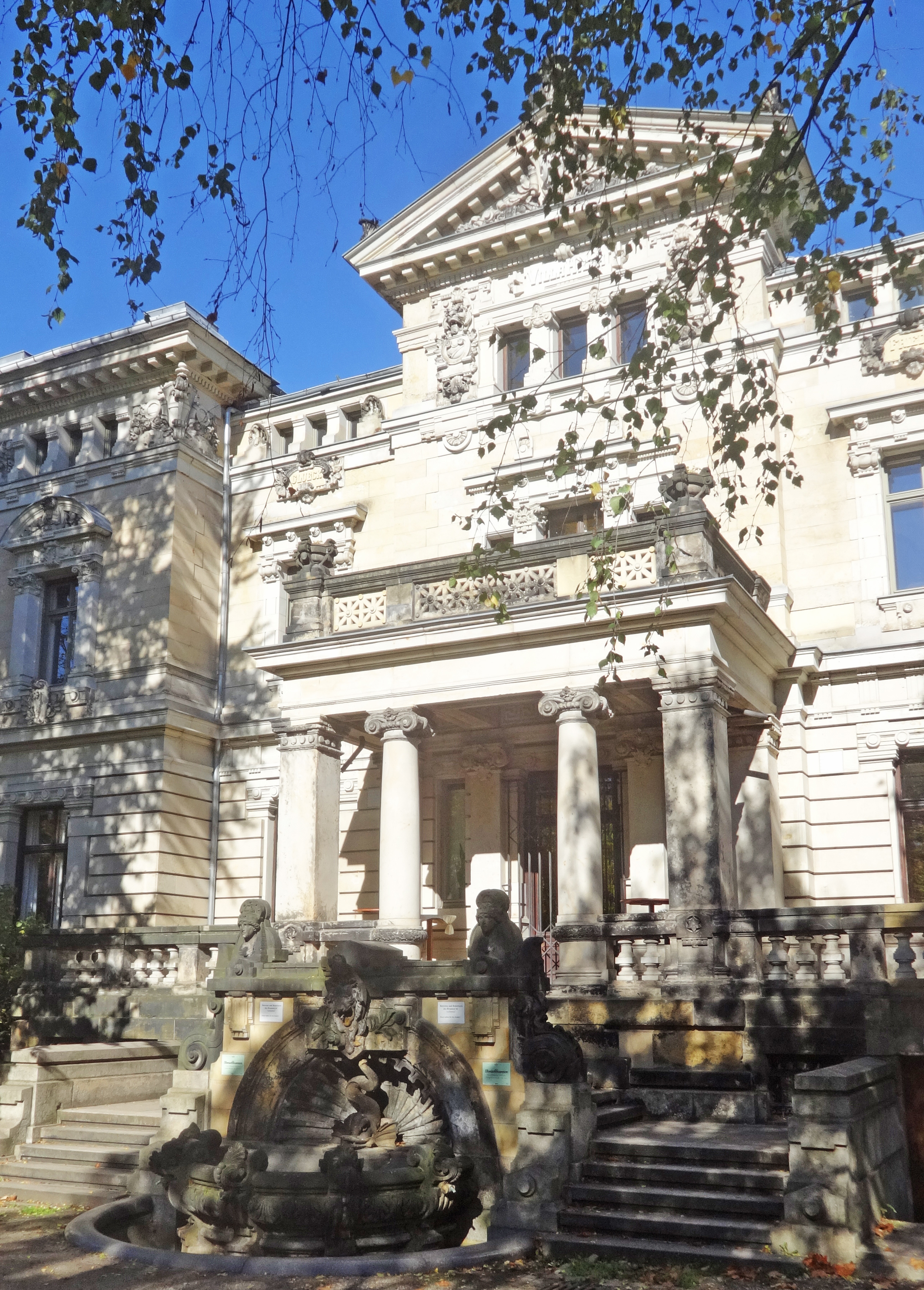
Budde-Haus

Das Budde-Haus ist ein soziokulturelles Zentrum im Leipziger Norden, im Stadtteil Gohlis. Das Haus wurde 1890/91 als Wohnhaus für die Fabrikantenfamilie Bleichert erbaut und wird seit 1956 als Kulturhaus genutzt. Es steht seit 1973 unter Denkmalschutz und ist ein bedeutendes Beispiel der historisierenden Architektur der Jahrhundertwende Deutschlands. Seit 1993 gehört es zu den elf soziokulturellen Zentren Leipzigs.

## Geschichte

### Familien Bleichert und Mende
Im Jahr 1860 standen auf dem weitläufigen Gelände zwischen heutiger Lützowstraße und Benedixstraße ein Gaswerk und eine kleine Villa für die Leitung des Gaswerks. 1880 kaufte der Inhaber der Drahtseilbahnfabrik Adolf Bleichert (aufgewachsen in Leipzig-Gohlis) das Grundstück mit Gebäuden gegenüber dem eigenen Betriebsgelände. Darauf erfolgte der Umbau der kleinen Villa Bleichert als Wohnhaus für die Familie. 1890 passierte der Abbruch der alten Villa, von 1890 bis 1891 erfolgte der Bau der „Villa Hilda“, die den Namen von Adolf Bleicherts Frau Hildegard trug.
Die Familie Bleichert hatte acht Kinder, zwei verstarben früh. Im Jahr 1899 erkrankte Adolf Bleichert an Tuberkulose. Er starb 1901 in einem Hospital in der Schweiz und wurde auf dem Friedhof Leipzig-Gohlis begraben. Sein Grabmal ist heute noch zu sehen. Die Bleichertwerke wurden weitergeführt von den Söhnen Max und Paul Bleichert. 1918 wurde die Familie in den erblichen Adelsstand „von Bleichert“ erhoben. Anfang 1920 zog die Familie aus dem Haus aus.
1927 kaufte Karl Mende, ein Großhändler für Industrieglas, mit Sitz auf dem Eutritzscher Freiladebahnhof, das Grundstück und nutzte es als Wohnsitz für seine Familie. Aus diesem Grund wurden verschiedene Umbauten vorgenommen. Unter anderem wurde die Decke des Obergeschosses mit Glasbausteinen verschlossen.
Während der Bombardierungen 1945 wurden der rechte Flügel und die Glaskuppel des Hauses zerstört. Bis 1952 wohnte die Familie Mende noch dort, auch mit Einquartierungen von Flüchtlingen. Die Verhaftung Karl Mendes wegen des Vorwands der Monopolbildung (Beschränkung der Privatwirtschaft) bedeuteten das Ende der Herrschaft auf dem Grundstück. Karl Mende konnte später aus dem Gefängnis in Zwickau mit gefälschten Papieren nach Westberlin entfliehen.

### Klubhaus Heinrich Budde
Das Grundstück wurde Eigentum des Volkes mit dem Rechtsträger Rat der Stadt Leipzig. Die Villa wurde zwischen 1953 und 1954 als Internat für Studenten der Ingenieurschule für Bauwesen genutzt, danach zwischen 1954 und 1955 als Heim für 80 „schwererziehbare Mädchen“. 1956 wurde das Grundstück an den Nachfolgebetrieb der Bleichertwerke, den VEB Verlade- und Transportanlagen Leipzig, zur kulturellen Nutzung übertragen. Am 11. August 1956 erfolgte die Einweihung als „Klubhaus Heinrich Budde“. Die kommenden Jahrzehnte bedeuteten ein reges Kulturleben im Haus, unter anderem mit Bibliothek, Tanzveranstaltungen und Zirkelarbeit.

### Budde-Haus
Im Januar 1993 wurde das „Klubhaus Heinrich Budde“ geschlossen. Es musste wegen berechtigter Restitutionsansprüche zurück an den Enkel Karl Mendes gegeben werden. Dank der Aktion des Bürgervereins Gohlis „Rettet das Budde-Haus“ kaufte die Stadt Leipzig das Grundstück für 2,4 Mio. DM. Das gesamte Gelände wurde an den neu gegründeten Förderverein Heinrich-Budde-Haus e. V. übergeben.
Am 22. Mai 1993 fand die Wiedereröffnung als soziokulturelles Zentrum Heinrich-Budde-Haus statt. Trotz reger kulturelle Aktivitäten und erster Sanierungen gab es immer wieder Pläne seitens der Stadt Leipzig, das Gebäude zu veräußern. Nachdem der Förderverein Heinrich-Budde-Haus e. V. 2014 Insolvenz anmeldete, übernahm das Kulturamt der Stadt Leipzig die Verwaltung des Objektes. Nach einer Ausschreibung betreibt der
FAIRbund e. V. seit Januar 2017 das Budde-Haus wieder als soziokulturelles Zentrum.

## Architektur
Im beliebten und hauptsächlich für Wohnzwecke errichteten Stadtteil Gohlis entstanden im 19. Jahrhundert viele großbürgerliche Villabauten. 1880 erwarb der Ingenieur Gustav Adolf Bleichert das Grundstück auf der Feldstraße (heute Lützowstraße). Das darauf stehende Haus wurde einem Abriss/Umbau zugewiesen. Die Baupläne für die neue Bleichert-Villa wurden in 1889 eingereicht.
Das renommierte Leipziger Architekturbüro Pfeifer und Händel wurde mit der Errichtung beauftragt, der Bau von der Leipziger Firma Eduard Steyer ausgeführt. Auf dem Mittelgiebel der Hauptfassade ist die Inschrift „Villa Hilda“ zu lesen, was als Referenz des Bauherrn an seine Frau Victoria Emilie Hildegard Bleichert zu verstehen war. Dadurch ist das Haus neben der Bezeichnung Bleichert-Villa auch als Villa Hilda bekannt geworden.
Die Bauarbeiten erfolgten bis 1891, die Familie konnte im folgenden Jahr einziehen. Die reiche Ausstattung umfassen Postelwitzer und Cottaer Sandstein auf den Fassaden sowie Marmor-, Stuck- und Goldverzierung, Kunstverglasungen und feine Holzarbeiten im Innenbereich. Der Mittelrisalit, von ionischen Säulen dekoriert, wird von zwei Flügelbauten flankiert. Ein regelrechtes Bildprogramm an der Hauptfassade präsentiert Fruchtgirlanden, ein Wappen mit den Initialen des Hausherrn im Dreiecksgiebel, einen Löwenkopf oberhalb des Balkons, Frauenköpfe mit Blumenranken auf den Flügeln. Das heutige Flachdach krönte früher eine monumentale Glaskuppel.
Der symbolhaft-mythische Charakter der Hauptfassade wird im Bereich des Schmuckbrunnens fortgesetzt. Hier finden sich freie Verwendungen antiker und assyrischer Stilmerkmale: sphinxähnliche Fabelwesen ägyptischen Ursprungs, Löwenkopf, Delphinfigur sowie Pflanzenornamente.
Der Innenbereich ist/war genauso großzügig dekoriert: den Treppenaufgang zierte ein Wandbrunnen, und die Rotunde hatte ursprünglich eine farbig verglaste Lichtkuppel, die eine lichtdurchflutete Atmosphäre im großzügigen Foyer ermöglichte.
Der Zweite Weltkrieg hinterließ etliche Schäden am Haus: die Südostecke mit dem Wintergartenpavillon wurde völlig zerstört, gleichermaßen sind die Glaskuppel im Inneren sowie die Glaspyramide außen verschwunden.

## Die Bleichertwerke
Die Adolf Bleichert & Co., Fabrik für Drahtseilbahnen Leipzig-Gohlis war ein insbesondere im Seilbahnbau tätiges Unternehmen mit Sitz in Leipzig-Gohlis. Das ehemalige Betriebsgelände steht unter Denkmalschutz (siehe Liste der Kulturdenkmale in Gohlis-Mitte, A–K und Liste der Kulturdenkmale in Gohlis-Mitte, L–Z).

## Namensgeber des Budde-Hauses
Caspar Heinrich Budde wurde am 28. Januar 1887 in Dorstfeld bei Dortmund als der Zweitälteste von acht Geschwistern geboren. Nach verschiedenen Aus- und Weiterbildungen wurde er von April bis August 1909 bei der damaligen Transportanlagenfabrik Adolf Bleichert & Co. Leipzig als Techniker angestellt.
1914 heiratete er seine Frau Else (geb. Funke), mit der er zwei Kinder hatte: Herbert (* 1910) und Gertrud (* 1915). 1914 zog die Familie Budde nach Duisburg, und nach dem Ersten Weltkrieg machte sich Heinrich Budde als Transportunternehmer selbstständig. Die Jahre 1921/22 sahen die Rückkehr Heinrich Buddes nach Leipzig, erneut wurde er bei der Firma Bleichert als Eisenkonstrukteur/Ingenieur angestellt. In der Weltwirtschaftskrise wurde er arbeitslos. 1935 bekam Heinrich Budde bei der Leipziger Firma Mannesmann-Rohrleitungen A.G. eine Anstellung.
Während einer Luftschutzwache bei Mannesmann im Jahr 1943 zog Heinrich Budde über das Nazi-Regime her und wurde daraufhin durch Kollegen bei der Gestapo angezeigt und verhaftet. Die Anklageschrift beschuldigte Budde der Hetzreden, er hätte einen kommunistischen Umsturz geplant und versucht, den Willen des deutschen Volkes zu manipulieren. Im Juli 1944 erfolgte der Prozess am Oberlandesgericht Dresden mit der Verurteilung zu sieben Jahren Zuchthaus wegen Wehrkraftzersetzung und sieben Jahren Ehrverlust. Die Staatsanwaltschaft legte die Berufung ein, und der faschistische Volksgerichtshof fällte am 27. Oktober 1944 das Todesurteil. Heinrich Budde wurde am 27. November 1944 hingerichtet. Als ehrenvolles Andenken Buddes wurde im 1945 die Beaumontstraße in Gohlis in Heinrich-Budde-Straße umbenannt und 1956 das Klubhaus „Heinrich Budde“ nach ihm benannt.